# Greta Weyde-Liljeblad
Anna Lovisa Margareta (Greta) Weyde-Liljeblad, född Ahlberg 18 november 1908 i Kungsholms församling, Stockholm, död 29 oktober 1982 i Jonstorps församling, Höganäs kommun, var en svensk målare.
Hon var gift första gången med Erik Weyde och andra gången med Göte Bertil Liljeblad. Hon utbildade sig för merkantil verksamhet vid ett handelsgymnasium innan hon studerade konst vid Otte Skölds målarskola i Stockholm 1940–1942. Separat ställde hon bland annat ut i Linköping och Tranås och tillsammans med sin man och Bernhard Fälth ställde hon ut i Vetlanda 1950. Hennes konst består av stilleben och landskapsskildringar utförda i olja eller akvarell.